# Torneo del Interior A 2022
El Torneo del Interior A 2022 fue la XIX edición de la competencia de clubes del interior más importante de rugby en Argentina.

## Equipos
- Clasificados por los torneos:[1]

- Torneo Regional del Litoral
  - Club Atlético Estudiantes (Paraná)
  - Santa Fe Rugby Club
  - Duendes Rugby Club
  - Club Gimnasia y Esgrima de Rosario
  - Jockey Club de Rosario

- Córdoba
  - Jockey Club Villa María
  - Club La Tablada
  - Urú Curé Rugby Club
  - Jockey Club Córdoba

- Tucumán
  - Huirapuca
  - Universitario Rugby Club (Tucumán)
  - Los Tarcos Rugby Club
  - Tucumán Rugby Club

- Mendoza
  - Teqüe Rugby Club

- Chaco
  - CURNE

- Pampeano
  - Mar del Plata Club

## Fase de grupos
Zona 1
| Equipos                 | Encuentros | Encuentros | Encuentros | Encuentros | Pts. Bonus | Pts. Bonus | Puntos |
| Equipos                 | PJ         | PG         | PE         | PP         | OF         | DF         | Puntos |
| ----------------------- | ---------- | ---------- | ---------- | ---------- | ---------- | ---------- | ------ |
| G.E.R.                  | 6          | 4          | 0          | 2          | 1          | 1          | 18     |
| Los Tarcos              | 6          | 3          | 0          | 3          | 2          | 2          | 16     |
| Jockey Club Villa María | 6          | 3          | 1          | 2          | 1          | 0          | 15     |
| CURNE                   | 6          | 1          | 1          | 4          | 0          | 2          | 8      |
Zona 2
| Equipos               | Encuentros | Encuentros | Encuentros | Encuentros | Pts. Bonus | Pts. Bonus | Puntos |
| Equipos               | PJ         | PG         | PE         | PP         | OF         | DF         | Puntos |
| --------------------- | ---------- | ---------- | ---------- | ---------- | ---------- | ---------- | ------ |
| La Tablada            | 6          | 4          | 0          | 2          | 2          | 2          | 20     |
| Universitario Tucumán | 6          | 4          | 0          | 2          | 0          | 0          | 16     |
| Jockey Club Rosario   | 6          | 3          | 0          | 3          | 0          | 1          | 13     |
| Teqüe R.C.            | 6          | 1          | 0          | 5          | 0          | 3          | 7      |
Zona 3
| Equipos             | Encuentros | Encuentros | Encuentros | Encuentros | Pts. Bonus | Pts. Bonus | Puntos |
| Equipos             | PJ         | PG         | PE         | PP         | OF         | DF         | Puntos |
| ------------------- | ---------- | ---------- | ---------- | ---------- | ---------- | ---------- | ------ |
| Duendes             | 6          | 5          | 1          | 0          | 0          | 0          | 22     |
| Santa Fe R.C.       | 6          | 3          | 1          | 2          | 2          | 1          | 15     |
| Tucumán R.C.        | 6          | 2          | 0          | 4          | 0          | 2          | 10     |
| Jockey Club Córdoba | 6          | 1          | 0          | 5          | 1          | 2          | 7      |
Zona 4
| Equipos            | Encuentros | Encuentros | Encuentros | Encuentros | Pts. Bonus | Pts. Bonus | Puntos |
| Equipos            | PJ         | PG         | PE         | PP         | OF         | DF         | Puntos |
| ------------------ | ---------- | ---------- | ---------- | ---------- | ---------- | ---------- | ------ |
| Huirapuca          | 6          | 4          | 1          | 1          | 2          | 0          | 20     |
| Estudiantes Parana | 6          | 3          | 0          | 3          | 2          | 2          | 16     |
| Urú Curé           | 6          | 3          | 1          | 2          | 0          | 0          | 14     |
| Mar del Plata Club | 6          | 1          | 0          | 5          | 1          | 1          | 6      |

## Fase Final

### Cuadro de desarrollo
|  | Cuartos de final | Cuartos de final           | Cuartos de final |           |                    | Semifinales        | Semifinales   | Semifinales   |  |         | Final          | Final          | Final          |  |
|  | 22 de octubre    | 22 de octubre              | 22 de octubre    |           |                    | 29 de octubre      | 29 de octubre | 29 de octubre |  |         | 5 de noviembre | 5 de noviembre | 5 de noviembre |  |
|  |                  |                            |                  |           |                    |                    |               |               |  |         |                |                |                |  |
|  |                  |                            |                  |           |                    |                    |               |               |  |         |                |                |                |  |
|  | 1                | Gimnasia y Esgrima Rosario | 24               |           |                    |                    |               |               |  |         |                |                |                |  |
|  | 1                | Gimnasia y Esgrima Rosario | 24               |           |                    |                    |               |               |  |         |                |                |                |  |
|  | 8                | Estudiantes Paranà         | 26               |           |                    |                    |               |               |  |         |                |                |                |  |
|  | 8                | Estudiantes Paranà         | 26               |           | Estudiantes Paranà | Estudiantes Paranà | 19            |               |  |         |                |                |                |  |
|  |                  |                            |                  |           | Estudiantes Paranà | Estudiantes Paranà | 19            |               |  |         |                |                |                |  |
|  |                  |                            | Duendes          | Duendes   | 23                 |                    |               |               |  |         |                |                |                |  |
|  | 5                | Duendes                    | Duendes          | Duendes   | 23                 | 27                 |               |               |  |         |                |                |                |  |
|  | 5                | Duendes                    |                  |           |                    |                    |               |               |  |         |                |                |                |  |
|  | 4                | Universitario Tucumán      | 9                |           |                    |                    |               |               |  |         |                |                |                |  |
|  | 4                | Universitario Tucumán      | 9                |           |                    |                    |               |               |  | Duendes | Duendes        | 38             |                |  |
|  |                  |                            |                  |           |                    |                    |               |               |  | Duendes | Duendes        | 38             |                |  |
|  |                  |                            | Huirapuca        | Huirapuca | 12                 |                    |               |               |  |         |                |                |                |  |
|  | 3                | La Tablada                 | Huirapuca        | Huirapuca | 12                 | 43                 |               |               |  |         |                |                |                |  |
|  | 3                | La Tablada                 |                  |           |                    |                    |               |               |  |         |                |                |                |  |
|  | 6                | Santa Fe R.C.              | 24               |           |                    |                    |               |               |  |         |                |                |                |  |
|  | 6                | Santa Fe R.C.              | 24               |           | La Tablada         | La Tablada         | 29            |               |  |         |                |                |                |  |
|  |                  |                            |                  |           | La Tablada         | La Tablada         | 29            |               |  |         |                |                |                |  |
|  |                  |                            | Huirapuca        | Huirapuca | 31                 |                    |               |               |  |         |                |                |                |  |
|  | 7                | Huirapuca                  | Huirapuca        | Huirapuca | 31                 | 20                 |               |               |  |         |                |                |                |  |
|  | 7                | Huirapuca                  |                  |           |                    |                    |               |               |  |         |                |                |                |  |
|  | 2                | Los Tarcos                 | 10               |           |                    |                    |               |               |  |         |                |                |                |  |
|  | 2                | Los Tarcos                 | 10               |           |                    |                    |               |               |  |         |                |                |                |  |
|  |                  |                            |                  |           |                    |                    |               |               |  |         |                |                |                |  |